# Nemoto Takumi
Nemoto Takumi (根本 匠 Căn Bản Tượng,  sinh ngày 7 tháng 3 năm 1951) là một chính trị gia Nhật Bản thuộc Đảng Dân chủ Tự do (LDP), thành viên Chúng Nghị viện của Quốc hội Nhật Bản.
Quê quán ở Kōriyama, Fukushima và tốt nghiệp Đại học Tokyo ông gia nhập Bộ Xây dựng (nay thuộc Bộ Đất đai, Cơ sở hạ tầng và Giao thông vận tải) năm 1974. Rời khỏi Bộ này vào năm 1991, ông được bầu vào Quốc hội lần đầu tiên trong năm 1993. Nemoto được bổ nhiệm làm Bộ trưởng Tái thiết trong Nội các Abe thứ hai vào ngày 26 tháng 12 năm 2012.
Nemoto giữ chức Bộ trưởng Bộ Y tế, Lao động và Phúc lợi từ ngày 2 tháng 10 năm 2018 đến ngày 11 tháng 9 năm 2019.